# Estrada Parque Vale (DF-087)
A Estrada Parque Vale (DF-087 ou EPVL), mais conhecida como Pista do Jóquei, é uma rodovia radial do Distrito Federal, no Brasil. Tem um extensão de 3,1 km e liga a Cidade Estrutural à EPTG. Sua velocidade máxima permitida é de 60 km/h.